# Кралски остров (национален парк)
Национален парк Кралски остров (на английски: Isle Royale National Park) е национален парк в щата Мичиган, САЩ. Това е най-големият остров в Горното езеро. Дълъг е 72 km и е широк 14 km в най-широката си част. Националният парк съдържа Кралския остров и още 400 малки острова. Обявен е за национален парк на 3 април 1940 година и за биосферен резерват през 1980 година. Площта му е 2314 km² като само 542 km² от тях са над водата. Намира се почти на границата между САЩ и Канада.